# Consumer-to-consumer
Consumer-to-consumer, C2C (konsument-till-konsument), är en marknadsmodell där affärstransaktionerna sker direkt mellan konsumenter. 
Termen används vanligast för näthandel mellan konsumenter, och då speciellt i samband med nätauktioner, e-auktioner. 
Att tänka på vid C2C:
- Varken konsumentlagen eller konsumenttjänstlagen gäller.
- Ingen garanti.
- Endast köplagen gäller som är dispositiv. Vilket betyder att lagen kan avtalas bort.
- Större risk att bli lurad av bedragare, om inte system för säker betalning finns som sk. tredjepartssystem, vilka garanterar att båda parter får vad som överenskommits.